# (114829) Chierchia
(114829) Chierchia est un astéroïde de la ceinture principale.

## Description
(114829) Chierchia est un astéroïde de la ceinture principale. Il fut découvert le 23 juillet 2003 à Campo Imperatore par le projet CINEOS. Il présente une orbite caractérisée par un demi-grand axe de 2,61 UA, une excentricité de 0,18 et une inclinaison de 13,1° par rapport à l'écliptique.

## Compléments